# Кудрявец
Кудря́вец (Кудря́вская гора́; укр. Кудря́вець, Кудря́вська гора́) — историческая местность и ручей в столице Украины городе Киеве. Расположен вдоль улицы Сечевых Стрельцов, охватывает южные склоны над Глубочицкой улицей. Название произошло от деревьев и зарослей кустарника, которые живописно «кудрявились» в этом бывшем предместье Киева.
На Кудрявце проложены улицы Кудрявская и Бульварно-Кудрявская, Кудрявский переулок (теперь не существует) и Кудрявский спуск.
Ручей Кудрявец является притоком реки Глубочицы (теперь оба текут в коллекторе).
Во второй половине IX века на Кудрявце было поселение лука-райковецкой культуры (усадьба Больницы учёных).
Монах Паисий Величковский (1722—1794) упоминает Кудрявец в «Автобиографии» и пишет, что Кудрявцем назывался дворец Киевского Митрополита. Время, описываемое монахом Паисием, охватывает годы его учёбы в Киевской Духовной семинарии. Таким образом, в этом значении Кудрявец упоминается уже в первой половине XVIII века.